# Paolino Pulici
Paolino Pulici (Roncello, Provincia de Monza y Brianza, Italia, 27 de abril de 1950) es un exfutbolista italiano. Se desempeñaba en la posición de delantero.

## Selección nacional
Fue internacional con la selección de fútbol de Italia en 19 ocasiones y marcó 5 goles. Debutó el 31 de marzo de 1973, en un encuentro válido por las eliminatorias para la Copa Mundial de Fútbol de 1974 ante la selección de Luxemburgo que finalizó con marcador de 5-0 a favor de los italianos.

### Participaciones en Copas del Mundo
| Mundial                        | Sede                | Resultado    |
| ------------------------------ | ------------------- | ------------ |
| Copa Mundial de Fútbol de 1974 | Alemania Occidental | Primera fase |
| Copa Mundial de Fútbol de 1978 | Argentina           | Semifinal    |

## Clubes
| Club                | País   | Año         |
| ------------------- | ------ | ----------- |
| A. C. Legnano       | Italia | 1966 - 1967 |
| Torino F. C.        | Italia | 1967 - 1982 |
| Udinese Calcio      | Italia | 1982 - 1983 |
| A. C. F. Fiorentina | Italia | 1983 - 1985 |

## Palmarés

### Campeonatos nacionales
| Título      | Club         | País   | Año     |
| ----------- | ------------ | ------ | ------- |
| Copa Italia | Torino F. C. | Italia | 1970-71 |
| Serie A     | Torino F. C. | Italia | 1975-76 |

### Distinciones individuales
| Distinción     | Año      |
| -------------- | -------- |
| Capocannoniere | 1972-73. |
| Capocannoniere | 1974-75. |
| Capocannoniere | 1975-76. |